# Норт-Спрінгфілд (Вермонт)
Норт-Спрінгфілд (англ. North Springfield) — переписна місцевість (CDP) в США, в окрузі Віндзор штату Вермонт. Населення — 694 особи (2020).

## Географія
Норт-Спрінгфілд розташований за координатами 43°19′47″ пн. ш. 72°32′2″ зх. д. / 43.32972° пн. ш. 72.53389° зх. д. (43.329723, -72.533890).  За даними Бюро перепису населення США в 2010 році переписна місцевість мала площу 2,92 км², з яких 2,86 км² — суходіл та 0,06 км² — водойми.

## Демографія
Згідно з переписом 2010 року, у переписній місцевості мешкали 573 особи в 245 домогосподарствах у складі 162 родин. Густота населення становила 196 осіб/км².  Було 261 помешкання (89/км²).
Расовий склад населення:
| - 96,5 % — білих - 1,4 % — азіатів - 0,2 % — корінних американців |

До двох чи більше рас належало 1,9 %. Частка іспаномовних становила 1,6 % від усіх жителів.
За віковим діапазоном населення розподілялося таким чином: 18,0 % — особи молодші 18 років, 57,9 % — особи у віці 18—64 років, 24,1 % — особи у віці 65 років та старші. Медіана віку мешканця становила 47,8 року. На 100 осіб жіночої статі у переписній місцевості припадало 82,5 чоловіків;  на 100 жінок у віці від 18 років та старших — 81,5 чоловіків також старших 18 років.
За межею бідності перебувало 18,1 % осіб, у тому числі 39,1 % дітей у віці до 18 років та 0,0 % осіб у віці 65 років та старших.
Цивільне працевлаштоване населення становило 188 осіб. Основні галузі зайнятості: роздрібна торгівля — 33,5 %, освіта, охорона здоров'я та соціальна допомога — 27,7 %, оптова торгівля — 10,6 %, науковці, спеціалісти, менеджери — 10,6 %.